# Claudio Matteini
Claudio Matteini (Roma, 31 maggio 1923 – Roma, 18 gennaio 2003) è stato un calciatore italiano, di ruolo centrocampista.

## Carriera

### Giocatore
Iniziò la carriera in Serie C con l'Alba Motor, club romano. Nel 1942 fu acquistato dalla Roma esordendo in Serie A il 18 febbraio 1943 in Liguria-Roma 3-0. In quella stagione collezionò solo due gettoni di presenza. Con la sospensione dei campionati nazionali, con i giallorossi prese parte al campionato romano di guerra, dove giocò 23 gare. Con la ripresa dei campionati disputò ulteriori due stagioni collezionando 57 presenze, per un totale di 82 gare giocate con la squadra capitolina, di cui 59 in massima serie. In seguito giocò per due stagioni alla Ternana, una in Serie B ed una in C, disputando in totale 20 gare e siglando 2 reti. Chiuse con la Torrese di Renato Tofani, ancora in C, dove giocò 28 gare segnando 1 rete. 